# Bitwa pod Raszkowem
Bitwa pod Raszkowem – starcie zbrojne w czasie trwania powstania wielkopolskiego do którego doszło 25 kwietnia 1848 w Raszkowie, walka nierozstrzygnięta, w wyniku rozmów zaprzestano walki.  

## Geneza
W 1848 wybuchła Wiosna Ludów. W marcu 1848 doszło do rewolucji marcowej w Berlinie. Polacy postanowili wykorzystać sytuację i podjęto działania, aby Wielkie Księstwo Poznańskie uzyskało rozszerzenie autonomii. Początkowo ludność niemiecka sprzyjała dążeniom Polaków, co doprowadziło między innymi do uwolnienia skazanych w procesie berlińskim. Z czasem jednak sytuacja się zmieniała i Niemcy zaczęli zwracać się przeciwko Polakom. Ze strony władz pruskich chciano początkowo załagodzić rewolucyjne nastroje Polaków drogą pokojową. Wysłano w tym celu komisarza królewskiego generała Karla Wilhelma von Willisena, który miał drogą dyplomatyczną nie dopuścić do starć zbrojnych. Wskutek jego działań 11 kwietnia doszło do ugody w Jarosławcu. Z ugody tej nie byli zadowoleni zarówno Polacy jak i Niemcy. Nastroje antypolskie narastały tak, że nawet 19 kwietnia wojsko pruskie nie wpuściło sprzyjającego Polakom Willisena do Poznania. Zniechęcony Willisen, któremu do tej pory drogą dyplomacji udawało się nie dopuścić do większych starć zbrojnych 19-20 kwietnia opuścił poznańskie. Zakończył tym samym swoją misję dyplomatyczną. Od tej pory nasiliły się incydenty zbrojne. Wojsko pruskie zaczęło działać coraz bardziej agresywnie i doszło do kilku bitew i potyczek z powstańcami wielkopolskimi. Polacy jednak początkowo łudzili się jeszcze, że swoje cele mogą uzyskać bez walki. Ostatecznie wskutek agresywnej postawy wojsk pruskich 28 kwietnia Polacy zdecydowali się na zerwanie układów.

## Bitwa
23 kwietnia 1848 płk Bonin wysłał ultimatum polskiemu oddziałowi stacjonującemu w Raszkowie, że mają do 26 kwietnia opuścić Raszków i wycofać się do Pleszewa. Dowódca polski Feliks Białoskórski wysłał noty protestacyjne do Willisena i pruskiego ministerstwa wojny. Oświadczył też, że Raszkowa bez boju nie opuści. Komitet Narodowy Polski w Poznaniu sądził jednak jeszcze, że można dojść do celu drogą układów i wydał polecenie wycofania się do Pleszewa.
25 kwietnia 1848 Polacy z rana zaczęli się wycofywać. Najpierw wysłano wozy z żywnością i rannymi, lecz wozom tym przecięli drogę pruscy kirasjerzy właśnie od strony Pleszewa. Doszło do walki. Kosynierzy i jazda polska rozproszyła kirasjerów, ale ściągnęli na siebie atak pruskiej piechoty. Do walki włączyli się polscy strzelcy. W tym czasie Białoskórski zawiadomił Bonina, że ustępuje i dalszych walk zaprzestano. Ułanami polskimi dowodził S. Taczanowski, a strzelcami płk Michał Kuszell.
Siły polskie zgodnie z Ugodą Jarosławiecką mogły prawdopodobnie wynosić około 600 żołnierzy piechoty i 120 jazdy. Brak jest informacji o wielkości sił pruskich, oraz o poniesionych stratach. Po walce Prusacy splądrowali Raszków.